# Sonic Lost World
Sonic Lost World (ソニック ロストワールド?, Sonikku Rosuto Wārudo) è un videogioco della serie Sonic the Hedgehog. Il gioco è stata un'esclusiva per Wii U e Nintendo 3DS, fino al 2 novembre 2015, quando la versione Wii U ha ricevuto un porting per Steam. Entrambe le versioni originali sono state pubblicate in un giorno festivo di ottobre. Il gioco è stato sviluppato da parte di Sonic Team per la versione Wii U e PC e da Dimps per la versione 3DS e pubblicato da SEGA (in Giappone ed in America) e da Nintendo (in Europa ed in Australia).
Il gioco è il primo dei tre titoli frutto della collaborazione esclusiva tra SEGA e Nintendo, seguito da Mario & Sonic ai giochi olimpici invernali di Sochi 2014 e Sonic Boom: L'ascesa di Lyric.

## Trama
Sonic e Tails stanno dando la caccia al loro vecchio nemico, il Dr. Eggman (che è riuscito a fuggire dallo spazio bianco in Sonic Generations) assieme a Orbot e Cubot. Lo scienziato abbatte il Tornado, costringenolo ad atterrare su un misterioso continente fluttuante conosciuto come "Esamondo Perduto", dove ha incontrato un gruppo di misteriose creature chiamate i Sei Nefasti. I malvagi Sei Nefasti si uniranno ad Eggman fino a che questi sarà utile ai loro scopi ma nella seconda parte del gioco, quando Sonic li libera involontariamente dal controllo di Eggman, decideranno di schierarsi contro quest'ultimo e di tradirlo. Così Sonic, Tails ed Eggman dovranno unire le forze per sconfiggerli prima che distruggano il pianeta con una macchina creata dal dottore per risucchiare energia dal pianeta di Sonic.
In seguito Eggman racconta che i Sei Nefasti fanno parte di una razza che vive nell'Esamondo, gli Zeti, che hanno il potere di manipolare campi magnetici e controllare quindi interi sistemi tecnologici, tra i robot di Eggman. Successivamente Zavok, leader dei Sei Nefasti, decide di catturare Sonic per trasformarlo in un robot e metterlo al loro servizio. Tuttavia a Silent Forest, Tails cade nella trappola sacrificandosi per salvare Sonic, e gli Zeti decidono comunque di trasformare l'amico del riccio, ma Tails riesce a sabotare il computer con la sua astuzia.
A Lava Mountain, Sonic ha la sua resa dei conti con gli Zeti, ma non prima di aver perso Eggman durante la caduta di un ponte. Sonic affronta prima Zazz, Zomom e Zik e quando sta per affrontare Zeena, Zor e Zavok, questi chiamano in loro soccorso Tails (trasformato in un cyborg) e quando Zavok gli ordina di distruggere Sonic, Tails si ribella e Sonic è entusiasta. Non appena Sonic sconfigge i Sei Nefasti, lui e Tails scoprono che la macchina del dottor Eggman era già spenta e quest'ultimo è sopravvissuto. Infatti Eggman ha usato la caduta dal ponte come stratagemma e, approfittando degli scontri tra Sonic e Zeti, si è rimpadronito della sua macchina e ha caricato un robot con l'energia del pianeta. Sonic riesce a sconfiggere il robot di Eggman, quest'ultimo brama vendetta, Tails restituisce al loro pianeta la sua energia e i due lasciano l'Esamondo. Tutto si conclude con Sonic che si rilassa sotto un albero.
In una scena dopo i titoli di coda, Eggman viene tirato su dalla terra da Orbot e Cubot (con il quale era cascato dopo che Sonic gli aveva tolto il tubo di scarico dal jetpack), i quali non gli dicono che gli manca un baffo ed Eggman urla furiosamente per chiedere cosa avessero i suoi baffi, facendoli scappare.

## Modalità di gioco
Il giocatore controlla Sonic the Hedgehog in livelli d'azione e piattaforme. Le caratteristiche principali del gameplay sono basate sui mondi sferici ed i loro corrispettivi modi di giocare che possono essere sia in 2D che in 3D. I livelli cambiano nella struttura e nell'estetica, da uno 2D a tema caramelloso come Desert Ruins ad un'area innevata ambientata in un flipper come Frozen Factory fino ad arrivare ad un'area segreta ovvero Silent Forest. Il gioco basato sulla velocità presente nei precedenti titoli 3D della serie è stato sostituito in favore di un nuovo stile di controllo, simile a quelle presente nei due Sonic Adventure. Il gioco prende alcune mosse del passato di Sonic, come lo Spin Dash, il Bounce Attack e la Super Peel-Out. L'Homing Attack si può effettuare con una rapida successione dei comandi. Il gioco introduce anche il sistema "parkour", che permette a Sonic di muoversi sopra gli ostacoli ed attraversare le pareti. Il gioco presenta nuovamente anche i poteri dei colori che vengono concessi dai Wisp, creature aliene già comparse precedentemente in Sonic Colours, anche questa volta vi sono Wisp esclusivi per entrambe le versioni del gioco. In modo simile ai precedenti capitoli della serie, il giocatore deve arrivare alla fine del livello, dove è presente una capsula che contiene alcuni animali pronti a scappare appena verranno liberati dalla loro prigionia. Dopo aver premuto l'enorme pulsante posto nella parte superiore della capsula, il giocatore avrà completato l'atto di quella zona. Nei livelli saranno presenti anche capsule di dimensioni inferiori, che serviranno per incrementare i punti. Inoltre i Red Star Rings (gli anelli a stella rossa) provenienti in origine da Sonic Colours e da Sonic Generations tornano come elementi da raccogliere durante i livelli, se quest'ultimi vengono raccolti si possono sbloccare dei nuovi contenuti.
| Nome e colore del Wisp | Descrizione                                                                                                  | Note                                                          |
| ---------------------- | --- | ------------------------------------------------------------- |
| Bomba nera             | Carica esplosioni per annientare i nemici.                                                                   | Disponibile solo nell'edizione bonus, nel DLC e nel Miiverso. |
| Aquila cremisi         | Permette di volare ed eseguire il Light Speed Dash.                                                          | Solo nella versione Wii U/PC.                                 |
| Laser ciano            | Carica un laser che rimbalza sui prismi e trapassa i nemici.                                                 | Disponibile in tutte le versioni.                             |
| Sisma grigio           | Fa aavanzare facilmente sui terreni appiccicosi e annienta i nemici con dei piccoli terremoti o li travolge. | Normale su 3DS e solo in multigiocatore su Wii U/PC.          |
| Turbine verde          | Fa volare e permette il Light Speed Dash.                                                                    | Solo su Wii U/PC.                                             |
| Nota magenta           | Sonic rimbalza in aria e si muove su e giù colezzionando note.                                               | Solo su Wii U/PC.                                             |
| Razzo arancione        | Trasporta verso punti lontani trasformandosi in un razzo.                                                    | Solo su Wii U/PC.                                             |
| Trivella gialla        | Scava sottoterra e non fa soffocare sott'acqua.                                                              | Tutte le versioni.                                            |
| Asteroide indaco       | Fa librare a mezz'aria e tramuta in detriti nemici e terreno.                                                | Tutte le versioni.                                            |
| Fulmine avorio         | Permette di muoversi lungo le bobine elettriche.                                                             | Solo su 3DS.                                                  |
| Fiamma rossa           | Carica esplosioni con cui annienta nemici e scaraventa in aria.                                              | Solo su 3DS.                                                  |

### Versione Wii U
Nella versione Wii U, utilizzando il D-pad oppure il control stick si può muovere Sonic ad una velocità moderata, se si preme il tasto destro si può aumentare la velocità del personaggio. Premendo entrambi i tasti Sonic può effettuare lo Spin Dash, che rispetto agli altri giochi non perde più slancio dopo un salto o un atterraggio, ma finisce solo se Sonic urta un ostacolo o salta su una molla o una rotaia. Sonic è anche in grado di saltare ed effettuare un calcio per distruggere i nemici ma non può effettuare l'Homing Attack. Il Miiverse compare come forma di condivisione di oggetti, infatti i giocatori possono ottenere e scambiare capsule che contengono Scudi Elementari e Wisp Bomba che possono essere utilizzati durante il gioco. La versione Wii U contiene anche la modalità multigiocatore in entrambe le sue versioni, competitiva e cooperativa, ma è assente il multigiocatore online. Quando si gioca nella modalità multigiocatore, un giocatore controlla Sonic utilizzando il gamepad del Wii U mentre l'altro utilizza il Wii Remote per fornire aiuto (nella modalità cooperativa) oppure per gareggiare contro l'altro giocatore (nella modalità competitiva).

### Versione 3DS
La versione 3DS contiene uno stile di gioco completamente in 3D, simile a quello della versione Wii U. Il gioco infatti non è una conversione, ma un gioco a sé stante con un differente level design, simile a quello delle versioni portatili di Sonic Colours e Sonic Generations, le differenze sono legate anche ai controlli, adattati ai tasti del 3DS e perciò semplificati. Al posto dell'attacco calcio presente nella versione Wii U, Sonic può utilizzare l'attacco Somersault per stordire i nemici per un breve tempo. La versione 3DS offre anche essa la modalità multigiocatore fino ad un massimo di quattro giocatori sia in locale che online, oltre alla connettività con la versione Wii U del gioco.
Al Nintendo Direct del 7 agosto 2013 fu annunciata la presenza di una caratteristica che permette di utilizzare il Nintendo 3DS per aiutare il giocatore nei livelli della versione Wii U tramite un elicottero giocattolo costruito da Tails.

### Multigiocatore
La versione Wii U di Sonic Lost World presenta delle gare, dove il giocatore controlla diverse varianti di colore di alcuni Virtual Hedgehog (porcospini virtuali), già comparsi in precedenza nell'edizione Wii di Sonic Colours. In questa modalità alcune zone vengono modificate radicalmente. Tra le varie caratteristiche è possibile giocare la partita in contemporanea fra due giocatori, uno di questi utilizza il gamepad del Wii U mentre l'altro può controllare il proprio personaggio con il Wii Remote.
La versione Nintendo 3DS permette di effettuare delle gare fino ad un massimo di quattro giocatori, offrendo la possibilità di disputare le partite in locale oppure online. Entrambe le versioni contengono elementi esclusivi e potenziamenti per la modalità multigiocatore.
La versione PC è identica a quella per Wii U, con la sola differenza legata ai comandi, eseguibili tramite il gamepad oppure la tastiera.

## Personaggi

### Personaggi giocabili
- Sonic the Hedgehog

### Personaggi non giocabili
- Miles "Tails" Prower
- Knuckles the Echidna[10]
- Amy Rose[10]
- Dr. Eggman[10]
- Orbot[12]
- Cubot[12]
- Yacker
- Omochao

## Doppiaggio
Sonic Lost World è il secondo gioco di Sonic, dopo Sonic Generations, doppiato in diverse lingue, tra cui quella italiana. Il cast italiano rimane invariato rispetto al capitolo precedente, ma con l'aggiunta dei doppiatori dei Sei Nefasti.
| Personaggio          | Doppiatore giapponese | Doppiatore inglese | Doppiatore italiano  |
| -------------------- | --------------------- | ------------------ | -------------------- |
| Sonic the Hedgehog   | Jun'ichi Kanemaru     | Roger Craig Smith  | Renato Novara        |
| Miles "Tails" Prower | Ryō Hirohashi         | Kate Higgins       | Benedetta Ponticelli |
| Dr. Eggman           | Chikao Ōtsuka         | Mike Pollock       | Aldo Stella          |
| Orbot                | Mitsuo Iwata          | Kirk Thornton      | Massimo Di Benedetto |
| Cubot                | Wataru Takagi         | Wally Wingert      | Luca Sandri          |
| Zavok                | Jōji Nakata           | Travis Willingham  | Gianni Gaude         |
| Maestro Zik          | Makoto Terada         | Kirk Thornton      | Riccardo Rovatti     |
| Zazz                 | Yutaka Aoyama         | Liam O'Brien       | Diego Sabre          |
| Zeena                | Yumi Tōma             | Stephanie Sheh     | Loretta Di Pisa      |
| Zomom                | Chafūrin              | Patrick Seitz      | Pietro Ubaldi        |
| Zor                  | Yūki Tai              | Sam Riegel         | Davide Garbolino     |
| Knuckles the Echidna | Nobutoshi Canna       | Travis Willingham  | Maurizio Merluzzo    |
| Amy Rose             | Taeko Kawata          | Cindy Robinson     | Serena Clerici       |

## Sviluppo
Originalmente SEGA registrò il marchio e creò un sito web del gioco il 16 maggio 2013. Il gioco venne annunciato per la prima volta alla presentazione del Nintendo Direct il 17 maggio 2013. Satoru Iwata, il presidente della Nintendo ha inoltre annunciato l'intenzione di stipulare un accordo con SEGA per quanto riguarda il franchise di Sonic the Hedgehog.
La prima immagine mostrata durante il Nintendo Direct, rappresenta Sonic e Tails mentre volano a bordo dell'aereo Tornado verso la zona principale del gioco, rivelata successivamente con il nome di "Lost Hex". In seguito SEGA ha caricato su Internet un'altra immagine sul proprio account Facebook, dove vennero mostrati alcuni nuovi misteriosi personaggi. Viene rivelato successivamente che il gioco sarebbe stato caratterizzato da nuovi nemici e da nuove meccaniche di gioco. Il 28 maggio 2013 uscì il trailer dove venne svelata l'identità dei sei personaggi che si rivelano essere il gruppo dei Sei Nefasti e vennero mostrate le prime clip di gameplay del gioco. Il giorno successivo vennero rivelati altri dettagli riguardo alla trama, alle nuove meccaniche di gioco e di contenuti collezionabili.
Il 7 giugno 2013, Richard George ed Aaron Webber di IGN mostrarono il gameplay di Wind Hill e di Desert Ruins, facendo capire quali sarebbero state alcune delle novità apportare al sistema di gioco. In seguito venne rivelato che Takashi Iizuka era coinvolto nello sviluppo mentre il ruolo di game director era di Morio Kishimoto e Heido Bayashi, la colonna sonora invece era composta da Tomoya Ohtani, il quale aveva già lavorato precedentemente alla musica di Sonic Unleashed e Takahito Eguchi. Altre informazioni furono rivelate dal team di sviluppo durante la celebrazione del ventiduesimo anniversario di Sonic che ha avuto sede al Tokyo Joypolis. Tuttavia non vennero rivelate ulteriori informazioni durante l'evento del 23 giugno 2013 riguardo a Sonic Lost World.
Inoltre Iizuka confermò che il gioco era in via di sviluppo da due anni e mezzo ed i lavori sono iniziati durante la creazione di Sonic Generations dove si testarono le diverse geometrie applicabili. La ragione per cui il gioco fu sviluppato per le console Wii U, 3DS e non per le altre è per via della presenza di un secondo schermo che avrebbe permesso a Sonic di riscuotere un certo successo sulle piattaforme Nintendo. Entrambe le versioni di Sonic Lost World furono presentate sotto forma di due demo giocabili all'evento "Summer Sonic 2013", tenutosi a Londra in Inghilterra nell'estate 2013.
Il 16 luglio 2013 sono state rivelate nuove informazioni riguardo a Sonic Lost World. Le informazioni comprendevano la prima frase citata da Zavok, delle nuove zone, un nuovo atto con un tema legato al deserto per i livelli Desert Ruins e Silent Forest ed infine due nuovi poteri dei colori: il Wisp cremisi (Aquila) e Wisp magenta (Nota). Alcuni giorni dopo è stato rivelato il livello Frozen Factory tramite alcuni screenshot. GameSpot ha inoltre fatto un'anticipazione di un nuovo livello proveniente da un trailer di una demo che presenta i livelli Windy Hill, Desert Ruins e Frozen Factory.
Il "Trailer Colors" di Sonic Lost World non ha solamente aumentato le domande riguardo ai nuovi Wisp ma anche riguardo alla valutazione dell'ESRB, quest'ultima ha classificato il gioco come "Everyone 10+". La motivazione per cui è stata data questa valutazione è per l'eventuale presenza di un dialogo a volte aggressivo oppure violento. Inoltre alcune scene del gioco che mostrano laser ed esplosioni di fuoco potevano risultare crude per gli spettatori.
All'evento Summer of Sonic 2013, Takashi Iizuka rivelò altri importanti aggiornamenti legati al progetto. Prima ha svelato che SEGA voleva che i fan di Mario giocassero al titolo in questione dato che quest'ultimo era un platform da un ritmo più lento rispetto agli altri e per questo assomigliava molto a Super Mario Galaxy. In seguito spiegò che il titolo è stato creato originalmente per i PC prima di vedere su quale piattaforma sarebbe potuto essere convertito. SEGA scelse le piattaforme Nintendo perché SEGA le aveva reputate più adatte alle meccaniche di gioco.
Al Nintendo Direct del 7 agosto 2013, sono state rivelate ulteriori informazioni riguardanti entrambe le versioni Wii U e Nintendo 3DS, una di questa è la possibilità di far comparire degli oggetti d'aiuto dalla versione 3DS a quella Wii U e viceversa. Inoltre nel trailer giapponese è stata mostrata un'intera scena che vede i Sei Nefasti prendere il controllo dei Badnik di Eggman per poterli utilizzare contro quest'ultimo, Orbot, Cubot, Sonic e Tails. È stato confermato che Sonic Lost World sarà presente all'evento Gamescom. Inoltre GameSpot ha pubblicato un trailer che mostra la modalità cooperativa quella per fronteggiarsi nella partita multigiocatore nella versione Wii U.
Nel trailer del Gamescom 2013 è stata mostrata una versione bonus del gioco in seguito intitolata Edizione Bonus dei Sei Nefasti che contiene tre boss provenienti dal gioco Nights into Dreams..., altro titolo di Sega.

## Pubblicazione
Entrambe le versioni Wii U e Nintendo 3DS di Sonic Lost World sono state pubblicate in Europa il 18 ottobre 2013, in America il 22 dello stesso mese ed infine in Giappone il 24 ottobre dello stesso anno. Dato che Nintendo e SEGA hanno collaborato alla realizzazione del gioco, SEGA si è occupata di pubblicare il gioco in America del Nord ed in Giappone, mentre Nintendo ha lavorato come distributore del gioco in Europa, in Australia e in Asia.
In Giappone, SEGA lo ha venduto insieme a due kit di accessori per l'edizione da collezione. Il primo kit contiene la copertina protettiva per le console Nintendo 3DS XL e una borsa a tema raffigurante Sonic oltre ad alcuni CD bonus contenenti le tracce sonore del gioco. Il secondo kit contiene oggetti diversi dai precedenti citati, infatti vi è un auricolare blu con due differenti portachiavi che rappresentano le scarpe di Sonic e le code di Tails. Durante il lungo trailer di Gamescom, è stato rivelato che il gioco avrebbe avuto un'edizione speciale intitolata Edizione Bonus dei Sei Nefasti, contenente degli elementi DLC.
Il 2 novembre 2015 è stata pubblicata la versione per PC distribuita da Steam, identica a quella per Wii U se non per il sistema di input differente e l'assenza dei due DLC dedicati a Super Mario World 2: Yoshi's Island e The Legend of Zelda per questioni di copyright.

### Fumetti
Nel nono numero di Sonic Super Special Magazine, è presente una ristampa dell'adattamento di Sonic Lost World. In questa storia viene mostrata la prima cutscene del gioco ed è anche spiegato come Eggman abbia scoperto l'Esamondo Perduto e i Sei Nefasti secondo i materiali ufficiali giapponesi. Inoltre in questo numero è presente un'anticipazione del redesign dei personaggi della serie a fumetti Sonic the Hedgehog, comparsi per la prima volta nel 252° albo. L'adattamento del gioco nel numero è lungo venti pagine, facendolo il più lungo adattamento di un gioco inserito all'interno di un fumetto Archie della serie Sonic.
Gli eventi del gioco vengono riportati anche nei fumetti IDW. A causa di un errore di traduzione, nell'edizione italiana del primo volume, l'Esamondo Perduto viene impropriamente chiamato "Isola Hex".

## Accoglienza
| Testata                           | Versione | Giudizio |
| --------------------------------- | -------- | -------- |
| Metacritic (media al 10-05-2020)  | Wii U    | 63/100   |
| Metacritic (media al 10-05-2020)  | 3DS      | 59/100   |
| Metacritic (media al 10-05-2020)  | PC       | 57/100   |
| GameRankings (media al 9-12-2019) | Wii U    | 61.95%   |
| GameRankings (media al 9-12-2019) | 3DS      | 60.26%   |
| GameRankings (media al 9-12-2019) | PC       | 60.50%   |
| IGN                               | Wii U    | 5.8/10   |
| IGN                               | 3DS      | 6.8/10   |

Sonic Lost World ha ricevuto delle critiche miste in generale, peggiori però nella versione per Wii U che in quella per 3DS, ad esempio, da IGN riceve un 5.8 nella versione per Wii U e un punto in più in quella per 3DS. Tra le critiche ricevute, il level design non fu apprezzato, con alcuni che lo criticarono per essere troppo derivativo da Super Mario Galaxy o per essere troppo punitivo. Gli antagonisti, gli Zeti, sono stati ricevuti negativamente e i controlli hanno ricevuto le critiche peggiori: furono stroncati soprattutto nella versione per Wii U, tra cui per esempio la presenza di un pulsante di corsa, e venne criticato così il fatto che Sonic fosse troppo lento nonostante lo Scatto Avvitato in questo gioco non perdeva slancio dopo un atterraggio e poteva anche essere infinito. Unito alle critiche al level design, il gioco venne anche accusato di rubare idee a Mario, addirittura con IGN che accusò Sonic Lost World di "copiare" Super Mario Galaxy.
Le versioni 3DS e Wii U hanno venduto nel 2013 (quindi in tre mesi) 640 000 copie; al 31 marzo 2014 sono diventate 710 000, risultando uno dei titoli meno venduti del franchise. Nonostante lo scarso successo, il gioco è comunemente considerato sottovalutato e il 31 dicembre 2016 IGN Italia lo ha inserito al quarto posto tra i dieci migliori titoli della saga, definendolo "probabilmente il miglior episodio moderno di Sonic."